# Talmon
Talmon (hebreiska: טלמון) är en judisk bosättning på  Västbanken. Den ligger i den nordöstra delen av landet. Talmon ligger 560 meter över havet och antalet invånare är 2 797.
Terrängen runt Talmon är kuperad, och sluttar brant västerut. Runt Talmon är det tätbefolkat, med 947 invånare per kvadratkilometer. Närmaste större samhälle är Västra Jerusalem, 19,2 km söder om Talmon. Trakten runt Talmon består till största delen av jordbruksmark.